# Major League Baseball Featuring Ken Griffey Jr.
Major League Baseball Featuring Ken Griffey Jr. est un jeu vidéo de baseball sorti en 1998 sur Nintendo 64. Le jeu a été développé par Angel Studios.
Il s'agit de la suite de Ken Griffey Jr. Presents Major League Baseball sorti sur Super Nintendo.